# Île Ketron
L'île Ketron  (Ketron Island) est une petite île américaine située dans le sud du Puget Sound, non loin de Tacoma, dans le comté de Pierce dans l'État  de Washington. 

## Description
Située dans le sud du Puget Sound, bras de mer de l'océan Pacifique, en face de Steilacoom et au sud-ouest de la ville de Tacoma, elle s'étend sur environ 2,4 km de longueur pour une largeur à son maximum de 700 m. L'île est un census-designated place et 24 personnes y résidait lors du recensement de 2010. 

## Histoire
Elle a été nommée à l'origine Kittson Island par Charles Wilkes lors de l'United States Exploring Expedition (1838-1842), mais fut pas erreur répertoriée sur les cartes sous son nom actuel. Wilkes lui a donné le nom d'un employé de la Compagnie de la Baie d'Hudson, William Kittson, qui supervisa la construction de Fort Nisqually en 1833.
Le 10 août 2018, un Bombardier Q400 volé par un employé d'aéroport s'écrase sur l'île.